# Marc Lloret i Isiegas
Marc Lluís Lloret i Isiegas (Barcelona, 17 d'abril de 1973 - 2 de febrer de 2025) va ser un músic i gestor cultural català. Va ser teclista i un dels fundadors del grup Mishima, formació destacada del pop català des de 1999. Va participar en àlbums, com ara, Lipstick Traces (2000), The Fall of Public Man (2003), i Trucar a casa. Recollir les fotos. Pagar la multa (2005), que va marcar el canvi a les lletres en català.
A banda de la seva tasca amb Mishima, Lloret va participar en altres projectes musicals, com Aperio Crus i Orange, i va liderar la seva pròpia formació, Felicidad Blanc. La seva dedicació a la música no es va limitar només a la interpretació, ja que va ser també periodista de formació i va exercir un rol important en el sector discogràfic.
A més de la seva tasca com a músic, Lloret va codirigir el festival PopArb d’Arbúcies i va ser director del Mercat de Música Viva de Vic (MMVV) durant catorze anys, fins al 2024. En la seva etapa al MMVV, Lloret va contribuir a consolidar el certamen com un espai de trobada per a la indústria musical. La seva tasca es va centrar en equilibrar l’activitat professional i la vessant de festival, posant èmfasi en el seu rol com a plataforma per a la contractació musical.
Lloret va destacar per la seva humilitat i rigor; va ser un músic discret, elegant i amb un sentit de l'humor subtil. Va morir el 2025 després de ser diagnosticat de càncer de pulmó el 2022.
A l'abril de l'any 2025, a títol pòstum, va rebre la Creu de Sant Jordi atorgada per la Generalitat de Catalunya com a reconeixement a la seva tasca.